# Ubud Writers & Readers Festival
Das Ubud Writers and Readers Festival (UWRF), auch Ubud Writers & Readers Festival oder Ubud Writers Festival genannt, ist ein jährlich stattfindendes Literaturfestival in Ubud auf der Insel Bali in Indonesien. Es wird als das größte Literaturfestival Südostasiens bezeichnet und findet in der Regel jedes Jahr im Oktober statt. Es bietet eine Fülle von kulturellen und politischen Gesprächen und Diskussionen sowie Buchvorstellungen, Filmpremieren, Long-Table-Dinners, Workshops, Live-Musik und kulturelle Darbietungen. Es wird von der indonesischen Non-Profit-Organisation Yayasan Mudra Swari Saraswati organisiert.

## Entstehung
Das Ubud Writers & Readers Festival wurde von der in Melbourne geborenen Janet DeNeefe, Mitbegründerin des Yayasan Mudra Swari Saraswati, zusammen mit ihrem aus Bali stammenden Ehemann Ketut Suardana und ihrer Tochter Laksmi DeNeefe Suardana ursprünglich als ein Projekt der Heilung als Reaktion auf die ersten Bombenanschläge auf Bali im Jahr 2002 konzipiert. Es wurde 2004 zum ersten Mal veranstaltet, um den Tourismus wieder anzukurbeln, der die wichtigste wirtschaftliche Stütze der Insel ist, nachdem ein Jahr zuvor terroristische Bombenanschläge den Bezirk Kuta verwüstet hatten.

## Allgemein
Seit 2019 ist die in Zusammenarbeit mit Writing WA organisierte Ausgabe des Festivals in Perth, Australien, ein jährliches Forum für den Meinungsaustausch mit Schriftstellern und Kulturschaffenden aus beiden Ländern zu einer großen Bandbreite von Themen. Nachdem die Veranstaltung in Perth in den Jahren 2020 und 2021 zwei Jahre lang in virtueller Form stattfand, wurde sie vom 21. bis 23. Oktober 2022 wieder persönlich in der Rechabite Hall in der australischen Stadt Perth abgehalten.
Das Festival ist als das größte Festival der Worte und Ideen in Südostasien bekannt, an dem viele berühmte Schriftsteller, Künstler, Denker und Schauspieler teilnehmen. Im Jahr 2019 wurde das Festival von der britischen Zeitung The Daily Telegraph als eines der weltweit fünf besten Literaturfestivals bezeichnet, und im Jahr 2022 wurde es vom Wall Street Journal zu einem der wichtigsten Kulturfestivals im Herbst bezeichnet. Im Jahr 2024 wurde es von Dua Lipas Lifestyle-Plattform Service 95 als eines der Top-Literaturfestivals weltweit gefeiert.

## Bisherige Veranstaltungen
- 2015: Die 12. Veranstaltung fand 2015 an 38 Orten auf Bali statt, an der mehr als 200 Schriftsteller aus aller Welt teilnahmen. Es gab eine Debatte über die geplante Diskussion zum Thema der antikommunistischen Säuberungen in Indonesien, denen 1965 schätzungsweise 500.000 Menschen zum Opfer fielen.[11]
- 2016: Im Jahr 2016 fand die 13. Veranstaltung statt, an der 160 der weltweit führenden Autoren, Künstler und Darsteller teilnahmen.[12]
- 2017: Die 14. Veranstaltung fand 2017 vom 2. bis 29. Oktober statt und wurde von mehr als 150 Autoren, Künstlern und Aktivisten aus 31 Ländern besucht.[13]
- 2018: Die 15. Veranstaltung des Festivals fand vom 24. bis 28. Oktober 2018 statt und konzentrierte sich auf die Gleichstellung der Geschlechter und deren kulturelle Vielfalt.[14]
- 2019: Das Thema der 16. Veranstaltung, die vom 23. bis 27. Oktober 2019 stattfand, war Karma. 180 Redner aus 30 Ländern nahmen an dem Festival teil. Es gab mehr als 170 Veranstaltungen, darunter Podiumsdiskussionen zu verschiedenen Themen, Filmvorführungen, Kunstausstellungen, Buchvorstellungen und Schreib-Workshops.[15]
- 2020: Das ursprünglich für den Zeitraum vom 29. Oktober bis 8. November 2020 geplante Festival wurde wegen der COVID-19-Pandemie verschoben. Das geplante Thema lautete Kembali.[16]
- 2021: Aufgrund der COVID-19-Pandemie wurde die 18. Ausgabe des Festivals in einem neuen Format durchgeführt. Es nahmen über 130 Autoren, Journalisten, Künstler und Aktivisten sowohl virtuell als auch vor Ort in Ubud, Bali, teil. Das Festival stand unter dem Motto The Mulat Sarira, was auf Englisch Selbstreflexion bedeutet.[17]
- 2022: Nachdem das Festival zwei Jahre online und als Hybridveranstaltung stattfand, wurde die 19. Ausgabe des Festivals vom 27. bis 30. Oktober 2022 mit mehr als 150 Schriftstellern und Vordenkern wieder vollständig vor Ort abgehalten. Das Festivalthema Memayu Hayuning Bawana rückte die Fähigkeit der Menschheit in den Mittelpunkt, die Beziehungen zwischen dem Einzelnen und seiner Umwelt zu stärken.[18][19][20]
- 2024: Das Festival 2024 fand vom 23. bis 27. Oktober in Ubud statt und widmete sich dem Thema Satyam Vada Dharmam Chara: Speak the Truth, Practice Kindness. Das Programm untersuchte, welchen Einfluss Worte und Ideen auf den öffentlichen Diskurs hatten, wie sie gesellschaftliche Normen beeinflussten und wie Schriftstellerinnen und Schriftsteller dazu beitrugen, eine ehrliche und aufrichtige Debatte in einer zunehmend polarisierenden Welt zu fördern.[21]
- 2025 markiert das 22. Jahr des Festivals, das vom 29. Oktober bis 2. November stattfindet und das Thema Aham Brahmasmi – I am the Universe behandelt. Dieses Sanskrit-Konzept, das seinen Ursprung in der antiken hinduistischen Weisheit und der Brihadaranyaka Upanishad hat, symbolisiert die Einheit des menschlichen Selbst mit dem Universum oder der höchsten kosmischen Kraft. Es verdeutlicht, dass jeder Mensch das gleiche schöpferische Potenzial in sich trägt wie das Universum selbst.[22][23]